# Eleição municipal de Parauapebas em 2000
A eleição municipal de Parauapebas em 2000 ocorreu em 1 de outubro do mesmo ano, para a eleição de um prefeito, um vice-prefeito e mais 13 vereadores. A prefeita era Bel Mesquita, do PTB, que tentou a reeleição. Bel Mesquita, do PTB, foi reeleita prefeita de Parauapebas, governando a cidade pelo período de 1º de janeiro de 2001 a 31 de dezembro de 2004.

## Candidatos
|  | Nº | Candidato(a) a prefeito | Candidato(a) a prefeito                                           | Candidato(a) a vice-prefeito | Candidato(a) a vice-prefeito                            | Coligação |
|  | -- | ----------------------- | ----------------------------------------------------------------- | ---------------------------- | ------------------------------------------------------- | --- |
|  | 14 |                         | Bel Mesquita (PTB) Ana Isabel Mesquita de Oliveira Salmen Hussain |                              | Meire Vaz (PFL) Rosimeire Luiz Gonzaga Vaz              | "União por Parauapebas" - Partido Trabalhista Brasileiro (PTB) - Partido da Frente Liberal (PFL) - Partido Progressista Brasileiro (PPB) - Partido da Social Democracia Brasileira (PSDB) - Partido do Movimento Democrático Brasileiro (PMDB) - Partido Social Democrático (PSD) - Partido Liberal (PL)                                 |
|  | 23 |                         | Cláudio Almeida (PPS) Claudiomar Dias de Almeida                  |                              | Manoel Evaldo (PDT) Manoel Evaldo Benevides Alves       | "Frente Muda Parauapebas" - Partido Popular Socialista (PPS) - Partido Democrático Trabalhista (PDT) - Partido da Mobilização Nacional (PMN) - Partido Geral dos Trabalhadores (PGT) - Partido Social Trabalhista (PST) - Partido Trabalhista Nacional (PTN) - Partido Socialista Brasileiro (PSB) - Partido Comunista do Brasil (PCdoB) |
|  | 13 |                         | Darci Lermen (PT) Darci José Lermen                               |                              | Vandeilson Carneiro (PT) Vandeilson dos Santos Carneiro | Partido não coligado - Partido dos Trabalhadores (PT) |
|  | 20 |                         | Divino Boca Quente (PSC) Valdivino Luiz Antunes                   |                              | Helena dos Reis Santos (PSC) Helena dos Reis Santos     | Partido não coligado - Partido Social Cristão (PSC) |

## Resultado da eleição para prefeito
| 1º Turno 1 de outubro de 2000 | 1º Turno 1 de outubro de 2000 | 1º Turno 1 de outubro de 2000 | 1º Turno 1 de outubro de 2000 |
| Candidato(a)                  | Vice                          | Votação                       | Votação                       |
| Candidato(a)                  | Vice                          | Total                         | Porcentagem                   |
| ----------------------------- | ----------------------------- | ----------------------------- | ----------------------------- |
| Bel Mesquita (PTB)            | Meire Vaz (PFL)               | 21.154                        | 61,76%                        |
| Cláudio Almeida (PPS)         | Manoel Evaldo (PDT)           | 11.229                        | 32,79%                        |
| Darci Lermen (PT)             | Vandeilson Carneiro (PT)      | 1.784                         | 5,21%                         |
| Divino Boca Quente (PSC)      | Helena dos Reis Santos (PSC)  | 83                            | 0,24%                         |
| Total de votos válidos        | Total de votos válidos        | 34.250                        | 100,00%                       |
| Votos apurados                |                               |                               |                               |
| Votos válidos                 | Votos válidos                 | 34.250                        | 92,71%                        |
| Votos em branco               | Votos em branco               | 389                           | 1,05%                         |
| Votos nulos                   | Votos nulos                   | 2.304                         | 6,24%                         |
| Total de votos apurados       | Total de votos apurados       | 36.943                        | 100,00%                       |
| Eleitores                     |                               |                               |                               |
| Comparecimento                | Comparecimento                | 36.943                        | 81,58%                        |
| Abstenções                    | Abstenções                    | 8.340                         | 18,42%                        |
| Total de eleitores            | Total de eleitores            | 45.283                        | 100,00%                       |